# Santa Ana (Espagne)
Pour les articles homonymes, voir Santa Ana.
Santa Ana est une commune de la province de Cáceres dans la communauté autonome d'Estrémadure en Espagne.